# Ambystoma dumerilii
Ambystoma dumerilii – gatunek płaza ogoniastego z rodziny ambystomowatych (Ambystomatidae). Występuje endemicznie w meksykańskim jeziorze Pátzcuaro. Stanowi przykład neotenii, a do przeobrażenia dochodzi jedynie w warunkach laboratoryjnych. Dorasta do 12,8–28,2 cm długości i cechuje się jednorodną brązowawą barwą. Gatunek krytycznie zagrożony (CR) w związku z bardzo niewielkim zasięgiem występowania, malejącą populacją i degradacją jego środowiska naturalnego.

## Wygląd
Gatunek ten stanowi przykład neotenii. Długość ciała wynosi od 12,8 do 28,2 cm. Płaz ten cechuje się płaską, szeroką głową, ma również płetwy grzbietowe. Mocno włókniste skrzela obecne przez całe życie, a palce u stóp spięte są błoną pławną. Ciało ma jednorodną brązowawą barwę.

## Zasięg i siedlisko
Endemit, występuje jedynie w jeziorze Pátzcuaro w północno-zachodniej części meksykańskiego stanu Michoacán na wysokości bezwzględnej 1920 m n.p.m. Obszar występowania wynosi 6 km². Pojawiają się również niepotwierdzone, mało prawdopodobne doniesienia o występowaniu tego płaza w pobliżu miasta San Juan del Río w stanie Querétaro.

## Odżywianie
Ambystoma ta odżywia się poprzez zasysanie ofiary. W warunkach laboratoryjnych karmiony jest wątrobą wołową. A. dumerilii jest żywicielem Argulus ambystoma – pasożytniczego skorupiaka należącego do gromady tarczenic.

## Rozmnażanie i rozwój
Rozród zaobserwowano zimą i wiosną, a składanie jaj pobudzane jest przez wzrastające temperatury powietrza. Jaja dojrzewają podczas pory deszczowej. W naturze nie zaobserwowano przeobrażenia. W warunkach laboratoryjnych natomiast około 1/3 osobników przeobraża się, zazwyczaj podczas okresu godowego. Należy zauważyć, że żaden z przeobrażonych osobników nie żył dłużej niż 5 miesięcy, co może sugerować, że nie jest to proces obserwowany w naturze. Zaobserwowano również metamorfozę hybryd A. dumerilii i spokrewnionych gatunków takich jak ambystoma meksykańska (Ambystoma mexicanum) i ambystoma tygrysia (A. tigrinum).

## Status
Gatunek krytycznie zagrożony (CR) w związku z bardzo niewielkim zasięgiem występowania, malejącą populacją, a także degradacją jego środowiska naturalnego. Gatunek ten jest również odławiany przez miejscową ludność Purepecha (wśród której znany jest pod nazwą Achoque), jako że jego konsumpcja rzekomo pomaga w leczeniu chorób układu oddechowego. Płaz ten jest chroniony przez rząd Meksyku, znajduje się również w załączniku II konwencji waszyngtońskiej (CITES). Prowadzone jest również rozmnażanie w niewoli. W 2018 roku poinformowano o znalezieniu zdrowej populacji liczącej 300 osobników przetrzymywanej przez dominikanki w Bazylice Basílica de Nuestra Señora de la Salud w Pátzcuaro, gdzie osobniki wykorzystywane były do tworzenia syropu na kaszel.